# Buick Avenir
El Buick Avenir es un prototipo desarrollado por General Motors bajo su firma Buick. Inspirado en el Opel Insignia Concept del año 2003, este modelo fue presentado en el Salón del automóvil de América del Norte en el año 2015. Cabe destacar que comparte la misma plataforma Omega con el Cadillac CT6.
El diseño exterior fue llevado a cabo por Warrack Leach, el Avenir se presentó como un adelanto de lo que fueron las nuevas apariencias que llegaron en las nuevas generaciones de modelos de Buick a lo largo de finales de la década de 2010, poniendo de ejemplo las nuevas generaciones del LaCrosse o el Enclave.
Avenir significa futuro en idioma francés.